# Thepharak (huyện)
Thepharak (tiếng Thái: เทพารักษ์) là một huyện (amphoe) ở tây bắc của tỉnh Nakhon Ratchasima.

## Lịch sử
Ban đầu, tambon Samnak Takhrau thuộc tambon Pan Chana, huyện Dan Khun Thot. Ngày 1/4/1995, Bộ nội vụ Thái Lan đã tách tambon Samnak Takhrau, Nong Waeng và Bueng Prue đã lập tiểu huyện (King Amphoe) Samnak Takhrau.
Luang Phau Khun, một nhà sư của Wat Ban Rai, đã đề xuất đổi tên thành Theparak. Do tiểu huyện này nằm gần huyện Thep Sathit và Si Thep. Cả hai huyện đều có từ Thep có nghĩa là thiên thần (Deva), tiểu huyện do đó được các thiên thần bảo hộ. Chính quyền đã thuận theo đề xuất này và đã đổi tên tiểu huyện thành Theparak.
Theo quyết định của chính phủ Thái Lan ngày 15 tháng 5 năm 2007, tất cả 81 tiểu huyện đều được nâng thành huyện. Với việc đăng công báo hoàng gia ngày 24 tháng 8, việc nâng cấp thành chính thức.

## Địa lý
Các huyện giáp ranh (từ phía bắc theo chiều kim đồng hồ) là Thep Sathit và Bamnet Narong của Chaiyaphum Province, Dan Khun Thot của tỉnh Nakhon Ratchasima và Lam Sonthi của tỉnh Lopburi.

## Hành chính
Huyện này được chia thành 4 phó huyện (tambon), các đơn vị này lại được chia ra thành 58 làng (muban). Không có khu vực thành thị (thesaban), có 4 Tổ chức hành chính tambon.
| 1. | Samnak Takhro  | สำนักตะคร้อ |  |
| 2. | Nong Waeng     | หนองแวง   |  |
| 3. | Bueng Prue     | บึงปรือ     |  |
| 4. | Wang Yai Thong | วังยายทอง  |  |